# Зеленський з'їзд
Зеленський з'їзд (рос. Зеленский съезд) – вулиця в історичному центрі Нижнього Новгорода (Росія). Проходить вздовж засипаного рову, що захищав Нижньогородський кремль, від вулиці Широкої до площі Мініна та Пожарського та вулиці Добролюбова.

## Назва
З'їзд отримав своє ім'я від порохового складу з водяним млином (Зелейного двору), який знаходився в Почаїнському яру. За іншою версією назва з'їзду йде від зеленого кольору схилів, що розташовуються навколо нього. Іноді Зеленський з'їзд називають «Трубою» через його вузькість.

## Історія
Зеленський з'їзд було прокладено у середині ХІХ століття з Благовіщенської площі (нині — площа Мініна та Пожарського) до берега Волги. До появи цього з'їзду основною дорогою до річки служив Іванівський з'їзд через Дмитрівську та Іванівську вежі кремля. В наші дні Зеленський з'їзд є однією з головних доріг, що з'єднують Нагірну та Зарічну частини міста.
Останнім часом на схилах Зеленського з'їзду відбуваються часті зсуви з-за дощів та ґрунтових вод.

## Визначні пам'ятки

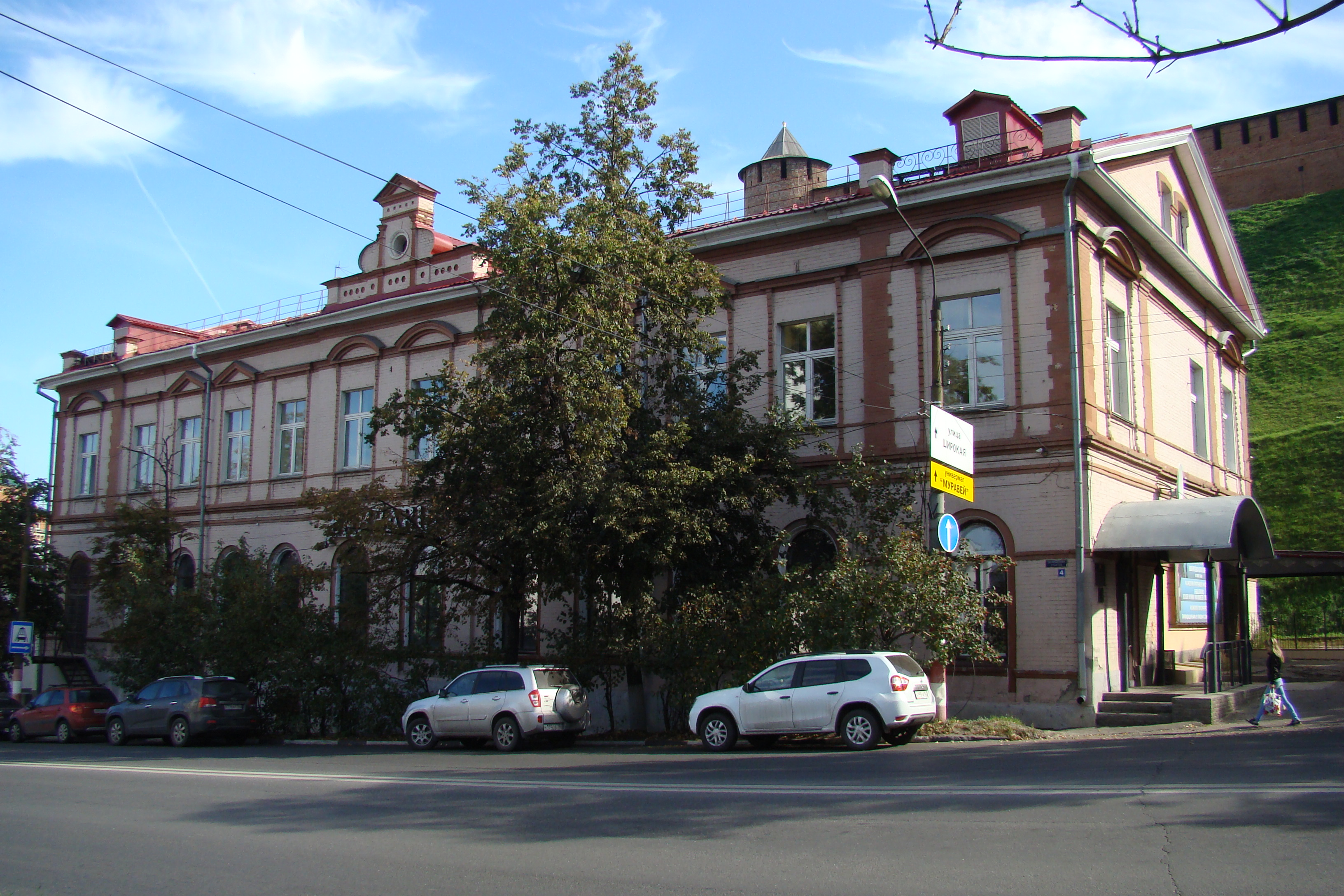
Прибутковий будинок купців Бугрових (торговий корпус)

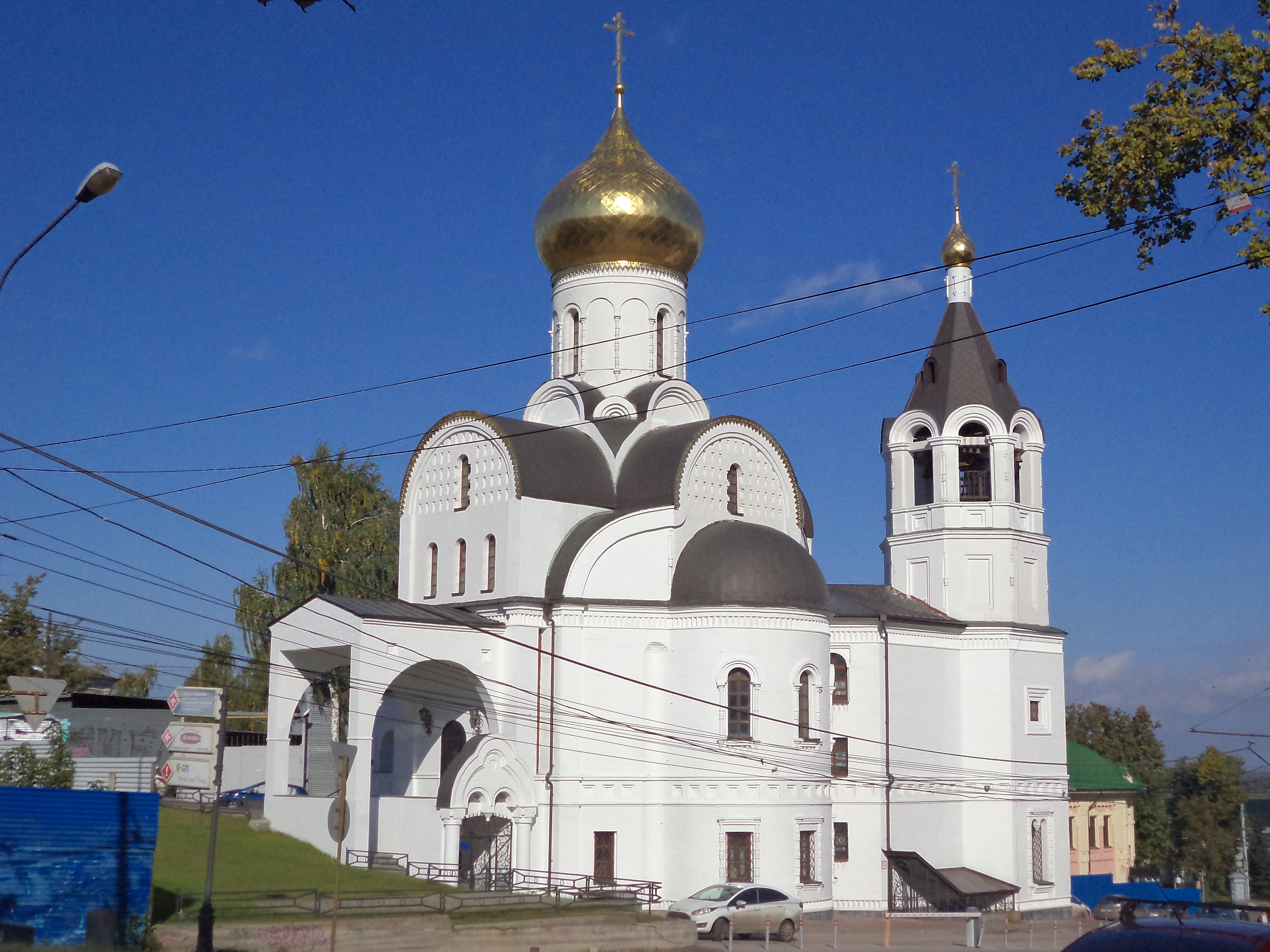
Нижньопосадська Казанська церква

У будинку № 4 на Зеленському з'їзді раніше розташовувався прибутковий будинок купців Бугрових. У 1883 році Бугрови вклали в банк 30 тисяч рублів, щоб на дивіденди від вкладу утримувати Ночівля, але цих коштів виявилося недостатньо.
У 1885 році Микола Олександрович Бугров вирішив побудувати двоповерховий міський торговий корпус поблизу Гостиного двору, на доходи від якого і мав утримуватися Нічлежний будинок. Проект будинку розробив Володимир Максимович Лемке. У 1888 році під наглядом архітектора Фаліна будинок було збудовано. Від найму лавки першому поверсі перший рік було отримано 3000 рублів. Сумарно, будинок приносив дохід у сумі понад 4000 рублів на рік, чого, на думку влади, вистачало зміст Ночлежного будинку, що обходився в 3500 рублів.
У будинку №8 розташовується будинок причту Нижньопосадської Казанської церкви. Сама церква, знесена за радянських часів і відновлена за новим проектом у 2006—2012 роках, знаходиться навпроти колишнього доходного будинку Бугрових, на перетині Зеленського з'їзду та Іллінської вулиці.